# Journal de Dawid Sierakowiak
Le journal de Dawid Sierakowiak est un journal tenu par Dawid Sierakowiak, un adolescent juif de Łódź, en Pologne annexée au Troisième Reich, de 1939 à sa mort, de faim, d'épuisement et de maladie, en 1943. Il y raconte la vie dans le ghetto de Łódź : les persécutions antisémites, la faim qui le tenaille, ses efforts pour continuer à étudier, l'espoir toujours déçu d'une fin rapide à la guerre, le règne total du président du Judenrat Chaim Rumkowski sur le ghetto, les déportations, la prolifération des maladies et l'épuisement des Juifs, la mort de ses parents et sa propre décrépitude physique et mentale.

## Auteur
Dawid Sierakowiak naît le 25 juillet 1924 à Łódź, en Pologne, de parents juifs, Majlech et Sura, qui ont également une fille, Natalia (surnommée Nadzia), plus jeune que Dawid.
Son journal commence alors qu'il va avoir 15 ans, en juin 1939, avant l'invasion de la Pologne de septembre 1939, et se poursuit jusqu'au 15 avril 1943, trois mois avant la mort de son auteur le 8 août 1943, probablement des effets combinés de la faim, de l'épuisement et de la tuberculose ; il a alors 19 ans,. Seule sa jeune sœur lui survit, mais elle meurt vraisemblablement l'année suivante dans les chambres à gaz d'Auschwitz,.

## Récit
Le récit de Dawid Sierakowiak débute avant la guerre, alors qu'il est en colonie de vacances. Il se poursuit par les nouvelles de l'invasion allemande de la Pologne, puis par l'entrée effective de la Wehrmacht le 8 septembre 1939. Il s'attache dès lors à la description de la survie dans le ghetto — celle de Dawid, de sa famille et des autres Juifs — et à la lente mort de celui-ci, au fil des déportations et surtout de la faim qui s'installe et des maladies qui prolifèrent.
Les rations alimentaires vont en effet diminuant — Dawid Sierakowiak décrit de manière récurrente les quantités allouées et leur prix, croissant — et le jeune homme signale quasi-quotidiennement la faim qui l'assaille, son affaiblissement progressif, et le dépérissement de nombreux habitants du ghetto,,.
Excellent élève, cultivé, grand lecteur, polyglotte, et doté d'une grande maturité,, Dawid Sierakowiak évoque à de nombreuses reprises dans la première partie de son journal ses efforts pour continuer à bénéficier des enseignements dispensés au gymnasium, dont il parvient à obtenir le diplôme avant d'être forcé de travailler. Il cherche tout au long de son enfermement dans le ghetto à maintenir une activité intellectuelle, notamment la lecture et l'écriture, qui l'aide à momentanément oublier la faim qui le tenaille,,,. Cependant, il faiblit et n'a bientôt plus la force d'étudier et de lire, ce dont il s'émeut de manière récurrente,, :

« Mercredi 29 avril 1942. [...] De nouveau je n'ai pas la volonté, ou plutôt la force, d'étudier. Je veux faire quelque chose, mais tout est d'une difficulté exceptionnelle pour moi, alors la plupart du temps je m'en tiens juste à la lecture. Le temps passe, ma jeunesse passe, mes années scolaires, ma vigueur et mon enthousiasme passent aussi. Le Diable seul sait ce que j'arriverai à sauver de ce pogrom. »

Le jeune homme narre son inquiétude pour sa mère, épuisée et qui peine à trouver un travail, puis sa rafle durant la Gehsperre Aktion de septembre 1942 — elle est vraisemblablement déportée et assassinée dans le centre d'extermination de Chełmno — ; les relations très compliquées avec son père, qui vole la nourriture de son épouse et de ses enfants (tandis que Dawid partage la sienne avec sa mère et sa sœur) ; la mort de son père, de maladie, en mars 1943 ; la gale dont souffre sa jeune sœur.
Communiste, Dawid participe à une organisation de jeunesse communiste et à des groupes de lecture et de discussion des œuvres de Marx et Lénine, notamment,. Invité à participer à un groupe d'action armée, il refuse cependant, invoquant son « égoïsme individualiste » et sa volonté de survivre,.
L'adolescent relate également fréquemment les informations du monde extérieur qu'il parvient à glaner — les postes de radio ont été confisqués par les nazis et la consultation de la presse est interdite, mais l'isolement du ghetto n'est pas total —, les rumeurs variées qui circulent et auquel il se refuse d'accorder du crédit, et les nombreux espoirs des habitants du ghetto, sans cesse déçus, de voir les Alliés occidentaux envahir l'Allemagne, l'URSS libérer la Pologne, et la guerre se terminer,.
Enfin, Dawid Sierakowiak décrit à répétitions les inégalités sociales au sein du ghetto : il met en cause l'administration juive, au premier titre son président Chaim Rumkowski, et ses protégés, bien nourris et vêtus, tandis que le reste de la population juive est affamé,. L'historien américain David Engel relève cependant que le jeune homme cherche lui aussi à bénéficier de rations alimentaires supplémentaires et envisage même avec intérêt d'intégrer le Sonderabteilung, un service de la police juive du ghetto chargé des distributions alimentaires : « la lutte pour la survie dans le ghetto de Lodz était
une entreprise épuisante, qui mettait à l'épreuve et souvent en échec tous les principes [moraux] d'un individu ».
Le journal de Dawid Sierakowiak est un témoignage sur la Shoah exceptionnel par la durée durant laquelle il a été tenu.

## Cahiers
Dawid Sierakowiak écrit presque quotidiennement, en polonais, dans des cahiers, dont cinq ont été retrouvés :
- Cahier 1 : 28 juin 1939-31 décembre 1939
- Cahier 2 : 6 avril 1941-23 octobre 1941
- Cahier 3 : 18 mars 1942-31 mai 1942
- Cahier 4 : 4 juin 1942-6 septembre 1942
- Cahier 5 : 11 novembre 1942-15 avril 1943

Deux cahiers manquants ont peut-être été utilisés comme combustible durant l'hiver 1945.

## Publication
Selon la préface de la version anglaise parue en 1996 rédigée par Lawrence L. Langer, les cahiers sont retrouvés à la fin de la guerre par le propriétaire polonais du logement qu'occupait Dawid Sierakowiak, avec sa famille, dans le ghetto.
Deux des cahiers, les nos 2 et 4, intègrent les archives de l'Institut historique juif et sont publiés en 1958 et 1959 dans le Bulletin de l'institut par Lucjan Dobroszycki, survivant du ghetto et historien de la Shoah, puis sous forme d'ouvrage en 1960,.
L'existence de trois autres cahiers est connue en 1966 et, l'année suivante, Konrad Turowski les acquiert. Leur publication est bloquée par la campagne antisémite du gouvernement polonais de 1968,,. Konrad Turowski en publie cependant des extraits en 1972 dans l'hebdomadaire en yiddish Fołks Sztyme. Ils sont finalement acquis par l'United States Holocaust Memorial Museum dans les années 1990.
Il faut attendre 1996 pour que la totalité des cinq cahiers soit publiée, en anglais ; cette édition omet toutefois quelques passages présents dans les manuscrits, relève en 2015 l'historien polonais Adam Sitarek. Elle est traduite en français en 1997, puis en polonais en 2015. Une nouvelle édition en polonais est publiée en 2016 par l'Institut historique juif, avec un nouvel appareil de notes.